# Pieter Grinwis
Pieter Aren Grinwis (Ouddorp, 12 oktober 1979) is een Nederlands politicus. Namens de ChristenUnie is hij sinds 31 maart 2021 lid van de Tweede Kamer. 
Daarvoor was hij al eerder politiek actief in Den Haag als fractievoorzitter in de gemeenteraad en beleidsmedewerker van de Eerste en Tweede Kamerfracties van de ChristenUnie.

## Jeugd en onderwijs
Grinwis werd in 1979 geboren in het Zuid-Hollandse Ouddorp als zoon van een akkerboer en groeide met twee jongere broers op in die plaats. Hij volgde een vwo-opleiding aan de middelbare school CSG Prins Maurits in Middelharnis. Hij studeerde vervolgens economie van landbouw en milieu aan Wageningen University & Research, maar maakte zijn studie niet af vanwege een ziekte en een brommerongeluk. Grinwis was lid van de SGP en van de christelijke studentenvereniging C.S.F.R. Hij heeft verteld dat hij zich aansloot bij de ChristenUnie door senator en filosoof Egbert Schuurman, van wie hij op de universiteit les kreeg.
In 2020 studeerde hij af in bestuurskunde bij de Universiteit Leiden.

## Loopbaan
In oktober 2002 begon hij een stage bij het wetenschappelijk instituut van de ChristenUnie en de fractie in het Europees Parlement. In het daaropvolgende jaar verving hij een medewerker die met zwangerschapsverlof was en in 2004 kreeg hij een vaste baan als beleidsmedewerker van de Tweede Kamerfractie. Grinwis was vanaf 2007 de politiek assistent van staatssecretaris en later minister Tineke Huizinga. In 2006 schreef hij mee aan het verkiezingsprogramma voor de Tweede Kamerverkiezingen en hij zou later ook onderdeel uitmaken van de verkiezingsprogrammacommissies van 2010, 2012, 2017, 2021 en 2023. In 2010 werd Grinwis bestuurlijk en financieel–economisch adviseur van Wim Kuijken, de commissaris van het Deltaprogramma om overstromingen te voorkomen. Hij had zich eerder beziggehouden met de oprichting van het samenwerkingsorgaan, toen hij voor Huizinga werkte, en bleef er in dienst tot 2015.

### Gemeenteraad (2014–2021)
Grinwis was de lijsttrekker van de ChristenUnie/SGP in Den Haag tijdens de gemeenteraadsverkiezingen van 2014. Beide partijen deden al lange tijd gezamenlijk aan de Haagse verkiezingen mee met de voorgaande verkiezingen als uitzondering, toen geen van beide partijen een zetel wist te veroveren. Tijdens de campagne was Grinwis voorstander van het inperken van prostitutie door onder andere een pooierverbod. Op 27 maart werd hij in de gemeenteraad geïnstalleerd. Naast zijn baan als raadslid, was hij ook financieel adviseur van ChristenUnies Eerste en Tweede Kamerfracties. Grinwis diende ruim 65 aangenomen moties en amendementen in gedurende zijn eerste ambtsperiode, meer dan ieder ander raadslid in die jaren. In 2017 stond hij op de veertiende plaats op de kandidatenlijst voor de Tweede Kamerverkiezingen. Hij werd niet verkozen, nadat zijn partij vijf zetels had behaald en Grinwis 269 voorkeurstemmen had ontvangen. Hij was wel een financieel onderhandelaar van de ChristenUnie tijdens de kabinetsformatie. In die positie vond hij een manier waarop het eigen risico van de zorgverzekeringen niet hoefde te worden verhoogd ondanks Europese regels door de premies te laten toenemen.
In 2018 werd Grinwis herkozen als raadslid in Den Haag, nadat hij wederom de lijsttrekker was geweest. Hij was voorstander van het verlaten van de Metropoolregio Rotterdam Den Haag en noemde het samenwerkingsverband ondemocratisch. In 2020 kwam er in Den Haag een verbod op de straatverkoop van lachgas, een jaar nadat Grinwis dat had voorgesteld. In april 2021 naam hij afscheid de Haagse gemeenteraad vanwege zijn verkiezing tot Tweede Kamerlid. Zijn plaats in de raad werd ingenomen door Judith Klokkenburg.
Grinwis was de lijstduwer van zijn partij in Den Haag bij de gemeenteraadsverkiezingen van 16 maart 2022.

### Lidmaatschap Tweede Kamer
Bij de ChristenUnie-campagne voor de Tweede Kamerverkiezingen van 2021 ontwierp hij een nieuw belastingstelsel en hij noemde het huidige systeem "hopeloos onrechtvaardig, complex en individualistisch". Volgens hem was het huidige stelsel te veel gefocust op het stimuleren van betaald werk. Om het simpeler te maken stelde hij voor de toeslagen, de heffingskortingen en de meeste aftrekposten af te schaffen en – ter compensatie – stelde hij voor één korting voor alle huishoudens in te voeren, de inkomstenbelasting te verlagen en het minimumloon, de AOW-uitkering en de bijstand te verhogen met 10%. Daarnaast stijgen onder het plan belastingen op bedrijven.
Bij de verkiezingen van 2021 was Grinwis zelf de vijfde kandidaat op de lijst van zijn partij. De CU kreeg bij deze verkiezingen 5 zetels en Grinwis werd met 1.240 verkozen. Sinds 31 maart 2021 is hij Tweede Kamerlid en daar zit hij in de vaste commissies voor Economische Zaken en Klimaat, voor Financiën, voor Infrastructuur en Waterstaat en voor Landbouw, Natuur en Voedselkwaliteit. Hij werd woordvoerder op het gebied van landbouw, natuur, voedselkwaliteit, financiën, klimaat, energie, waterstaat, wonen en ruimtelijke ordening (voorheen economische zaken en infrastructuur).
Grinwis was betrokken bij het creëren van een nationaal isolatieprogramma ter waarde van €514 miljoen om gebouwen te verduurzamen. Hij presenteerde in samenwerking met het CDA en GroenLinks een manifest met twaalf punten, dat onder andere opriep om subsidies aantrekkelijker te maken voor huishoudens met een lager inkomen en dat volgens een aangenomen motie gebruikt moest worden bij het opstellen van het daadwerkelijke isolatieprogramma. Grinwis stelde daarnaast voor om stages bij boeren, natuurorganisaties en de NVWA te stimuleren onder beleidsambtenaren op het ministerie van Landbouw, Natuur en Voedselkwaliteit en hij riep vlak voor de goedkeuring van een datacentrum van Facebook in Zeewolde zonder succes op tot een stop op de bouw van zulke faciliteiten vanwege hun stroomverbruik en de ruimte die ze innemen. Hij werkte in mei 2022 aan een compromis toen Tjeerd de Groot van D66 en Laura Bromet van GroenLinks geborgde zetels, die ingenomen worden door onverkozen leden, bij waterschappen wilden afschaffen door middel van een initiatiefwet. Een amendement van Grinwis werd aangenomen om de verplichte geborgde zetel uit het dagelijks bestuur te halen en om het aantal geborgde zetels bij het waterschap vast te stellen op twee vertegenwoordigers van boeren en twee vertegenwoordigers van natuurorganisaties. Daarmee kwamen geborgde zetels van bedrijven te vervallen en behielden boeren en natuurorganisaties hun vaste zetels. De aangepaste wet ontving vervolgens een Kamermeerderheid. In oktober 2022 stelde Grinwis een nieuwe belasting voor op bezorgingen van webwinkels vanwege de CO2-uitstoot en overlast van bezorgbusjes. De opbrengst zou worden geïnvesteerd in het midden- en kleinbedrijf.
Ook diende Grinwis samen met Henk Nijboer (PvdA) een initiatiefwet in om tijdelijke huurcontracten in de meeste gevallen te verbieden. Deze waren sinds 2016 toegestaan om het huuraanbod te vergroten en waren verantwoordelijk voor een derde van de nieuwe contracten. Volgens Grinwis was de maatregel echter niet effectief geweest en zorgde deze voor onzekerheid onder huurders. Hij uitte kritiek op een amendement dat door het CDA en de VVD werd voorgesteld om een uitzondering te maken voor verhuurders met één huurhuis die van plan zijn deze te verkopen. Uiteindelijk steunde een meerderheid van de Tweede Kamer het wetsvoorstel zonder het amendement, nadat het CDA zijn steun daarvoor had ingetrokken. In november 2023 ging ook de Eerste Kamer akkoord.
Bij de Tweede Kamerverkiezingen van 2023 stond Grinwis als derde op de CU-kandidatenlijst en werd hij herkozen.
In maart 2023 berekende de Nationale Politieke Index dat Grinwis het meest actieve Kamerlid in de zittingsperiode van augustus 2022 tot februari 2023 was. Volgens HP/De Tijd was dit vooral te danken aan wetgevingsactiviteiten, zoals het indienen van een initiatiefwet en het voorbereiden van en deelnemen aan veelal complexe wetgevingsoverleggen. Ook over het hele parlementaire jaar 2022-2023 en de periode november 2023-juli 2024 kwam Grinwis als meest actieve Kamerlid uit de bus.

## Grinwissen
Grinwis is de naamgever van het werkwoord 'grinwissen' dat regelmatig terugkomt in de handelingen en transcripties als onderdeel van het parlementair taalgebruik. De connotatie is redelijk constant als een synoniem voor hard werken, maar in het parlementair taalgebruik gaan sprekers flexibel er mee om op welk wijze hard werken wordt uitgelegd. Het woord 'grinwissen' wordt als eponiem met kleine letters geschreven.

## Privéleven
Grinwis is getrouwd en heeft vier kinderen. Hij is lid van de Protestantse Kerk in Nederland.
- Parlement.com: vlcvaesjqurd

Mirjam Bikker · Don Ceder · Pieter Grinwis